# Helgumannens fiskeläge

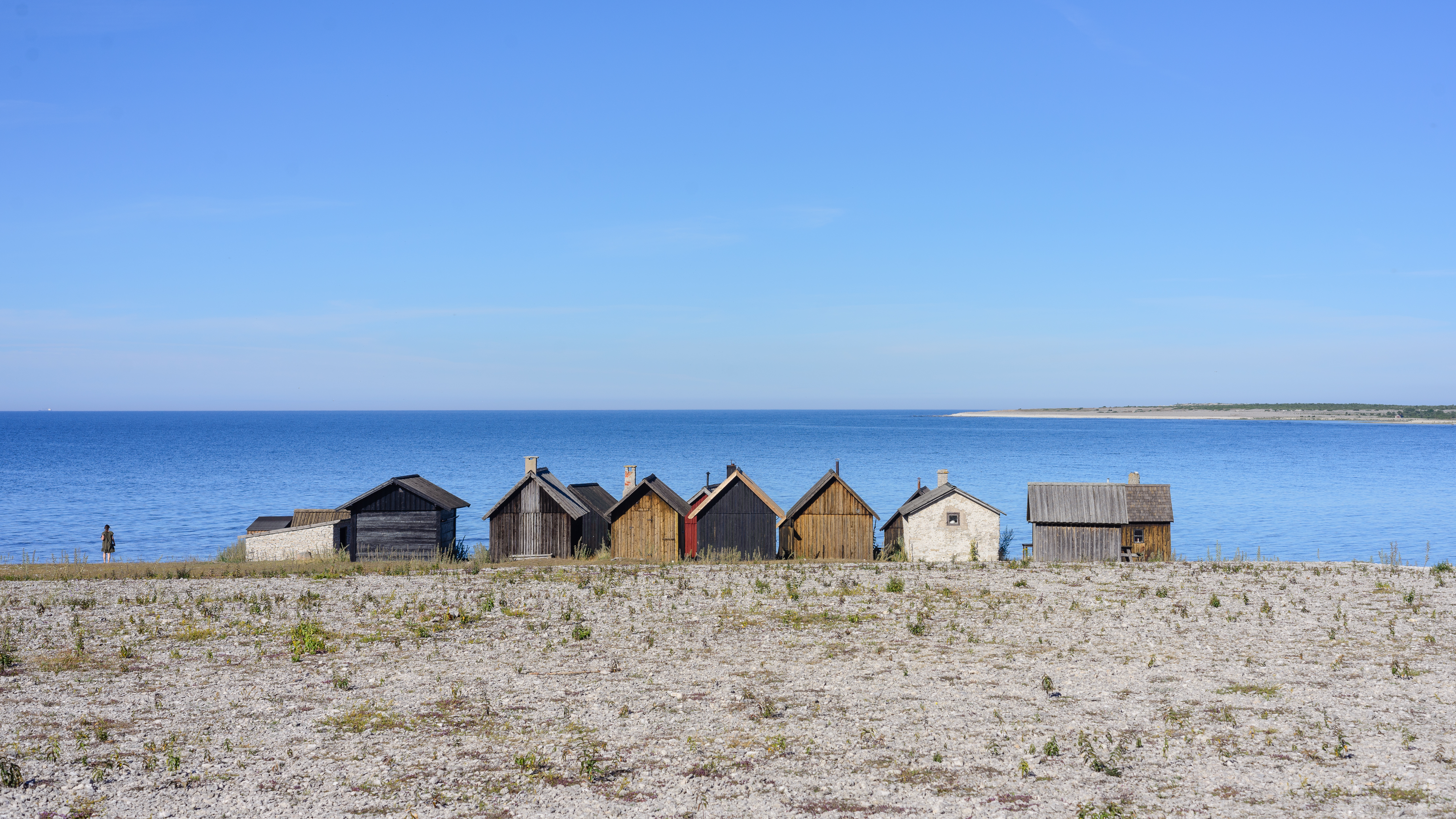
Helgumannens fiskeläge

Helgumannens fiskeläge är ett fiskeläge på norra Fårö, beläget inom naturreservatet Digerhuvud.

## Historik
Fiskeläget användes under 1800-talet och tidigare delen av 1900-talet av jordbrukande bönder, som under fiskesäsonger några veckor på vår och höst landade den fisk de behövde för året. Läget består av cirka 15 små bodar tätt placerade, och fortfarande välbevarade. Några båtar och annan utrustning finns även kvar.

## Bilder

Nutida bilder
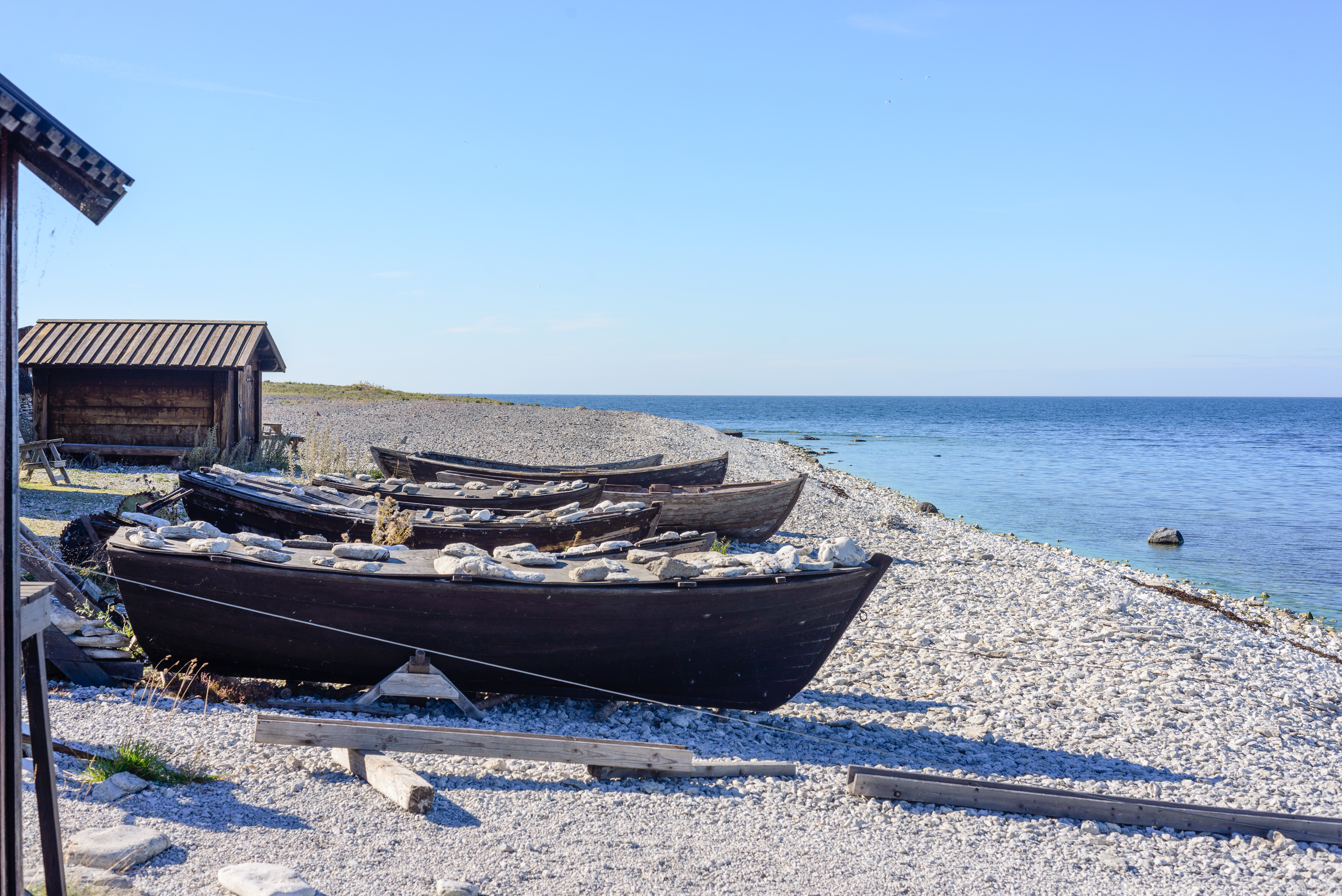
Båtar vid Helgumannen.
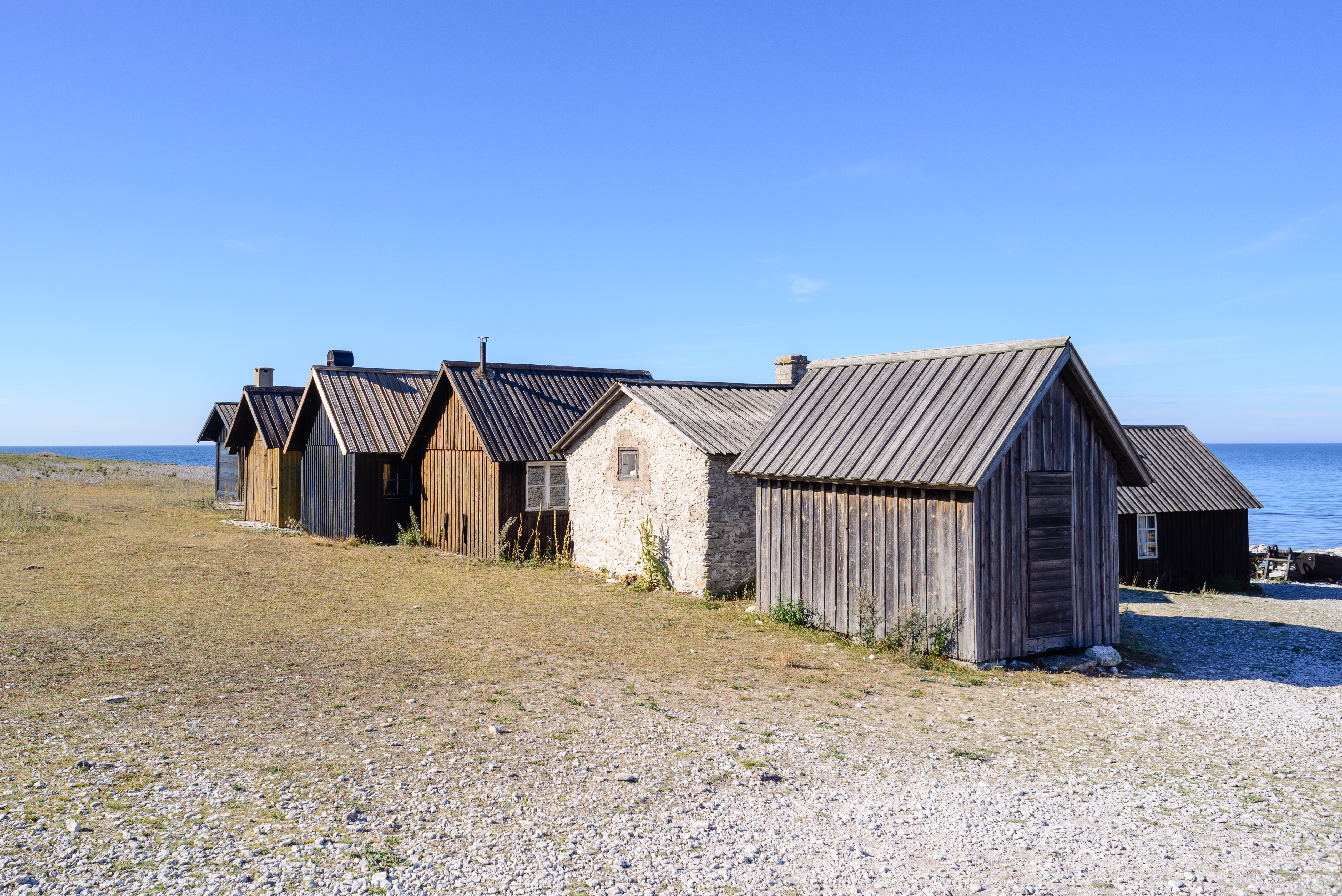
Stugor vid fiskelägret.
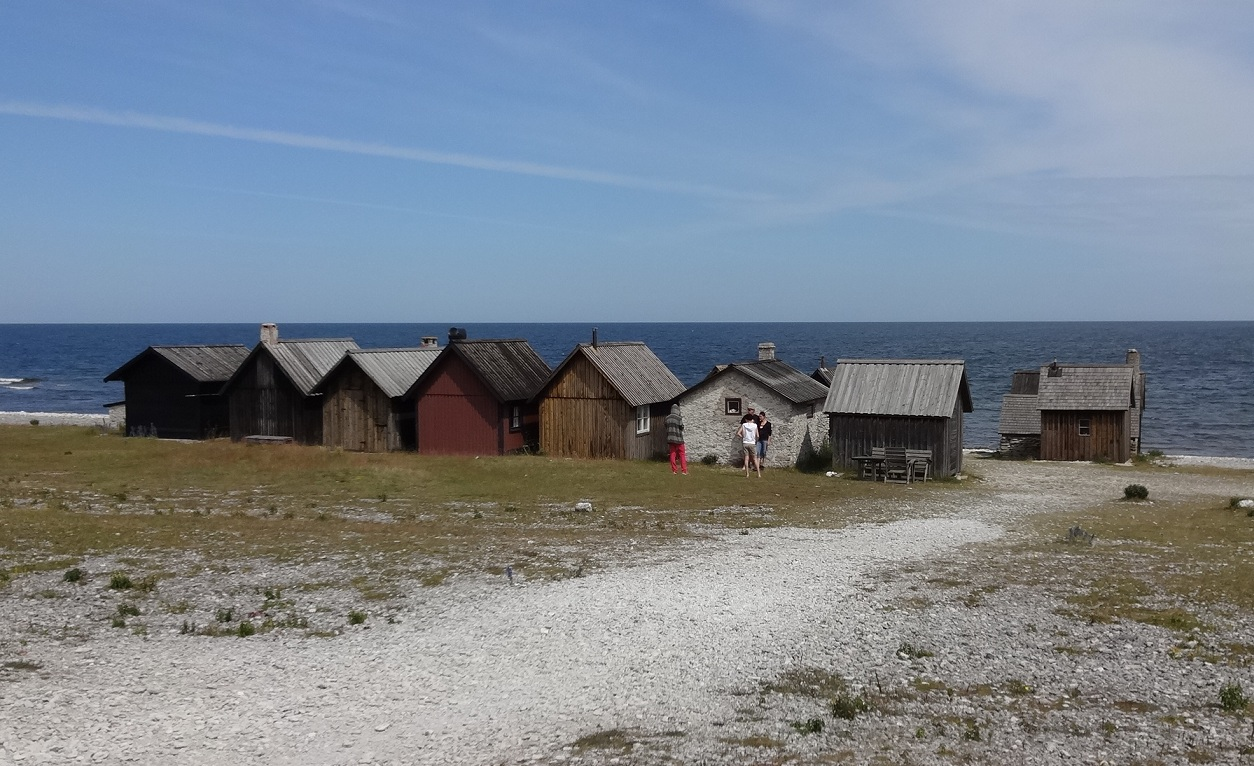
Helgumannen 2012.
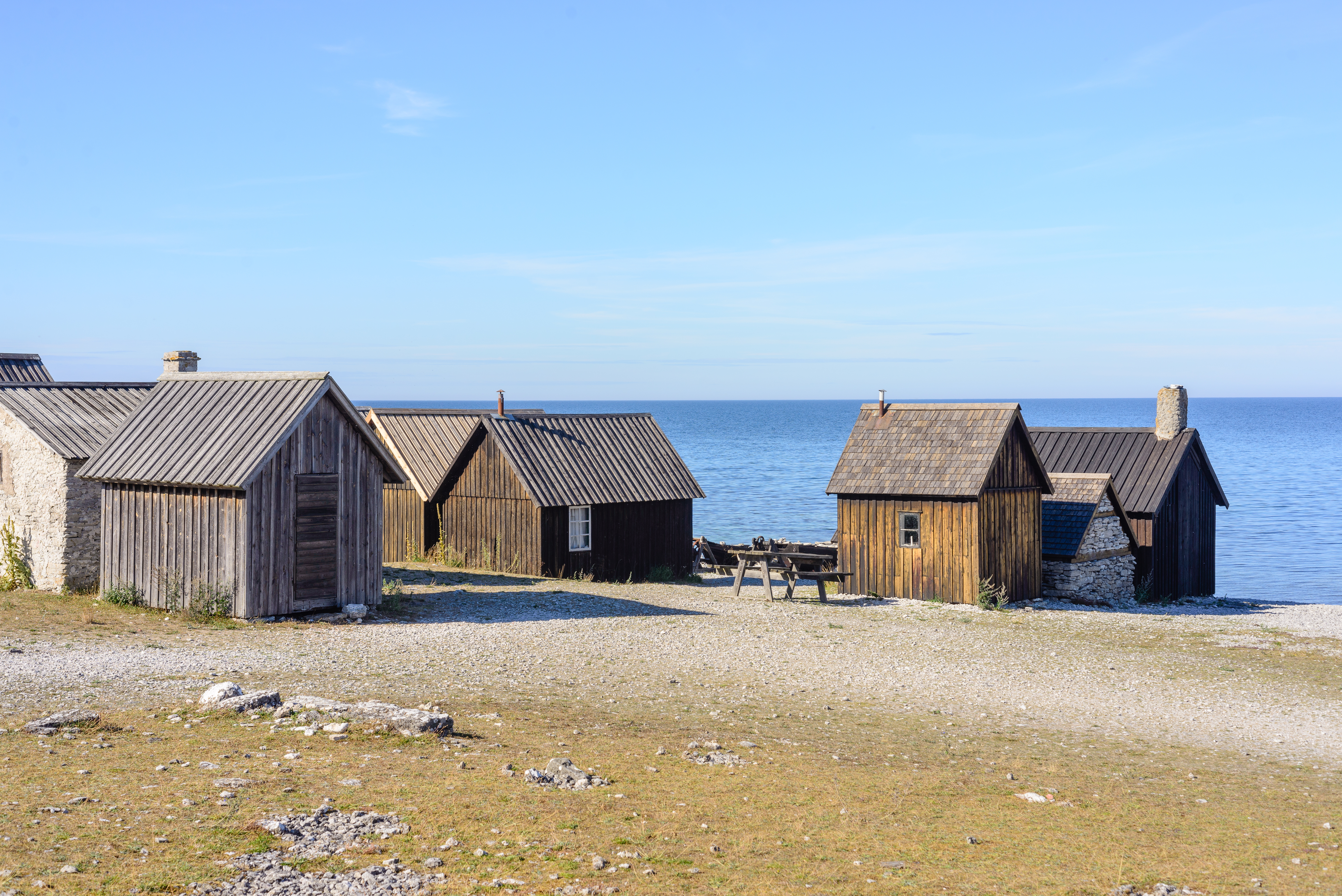
Helgumannen.